# 阿尔利
阿尔利（法語：Harly，法語發音：[aʁli]）是法国上法蘭西大區埃纳省的一个市镇，属于圣康坦区。

## 地理
阿尔利（49°50'33"N, 3°19'16"E）面积3.76 平方千米，位于法国上法蘭西大區埃纳省，该省份为法国北部内陆省份，北起北部省，西接索姆省和瓦兹省，东临阿登省和马恩省，西南至塞纳-马恩省，东北部与比利时接壤。
与阿尔利接壤的市镇（或旧市镇、城区）包括：翁布利耶尔、梅尼勒圣洛朗、讷维尔圣阿芒、鲁夫鲁瓦、聖康坦。

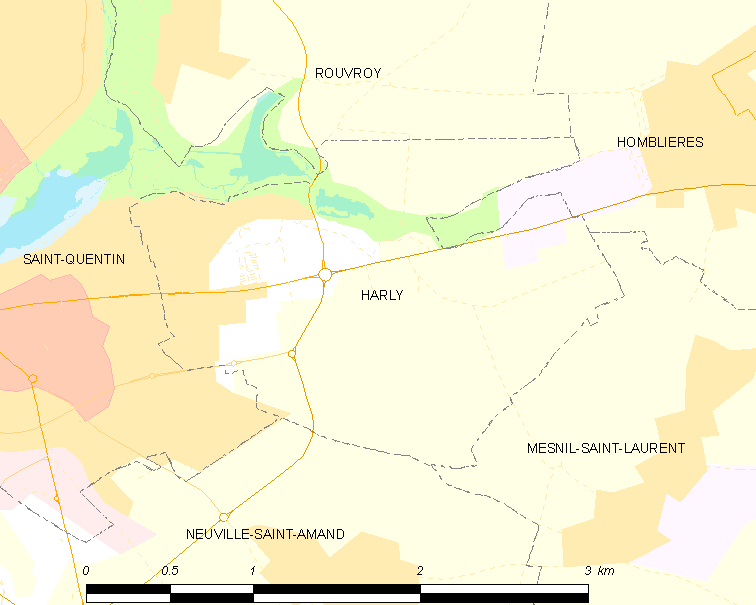
阿尔利的OSM定位图

阿尔利的时区为UTC+01:00、UTC+02:00（夏令时）。

## 行政
阿尔利的邮政编码为02100，INSEE市镇编码为02371。

## 政治
阿尔利所属的省级选区为圣康坦第三县。

## 人口

1962-2008年间阿尔利人口变化图示

阿尔利于2022年1月1日时的人口数量为1563人。